# Pfarrkirche Schwarzenberg (Vorarlberg)

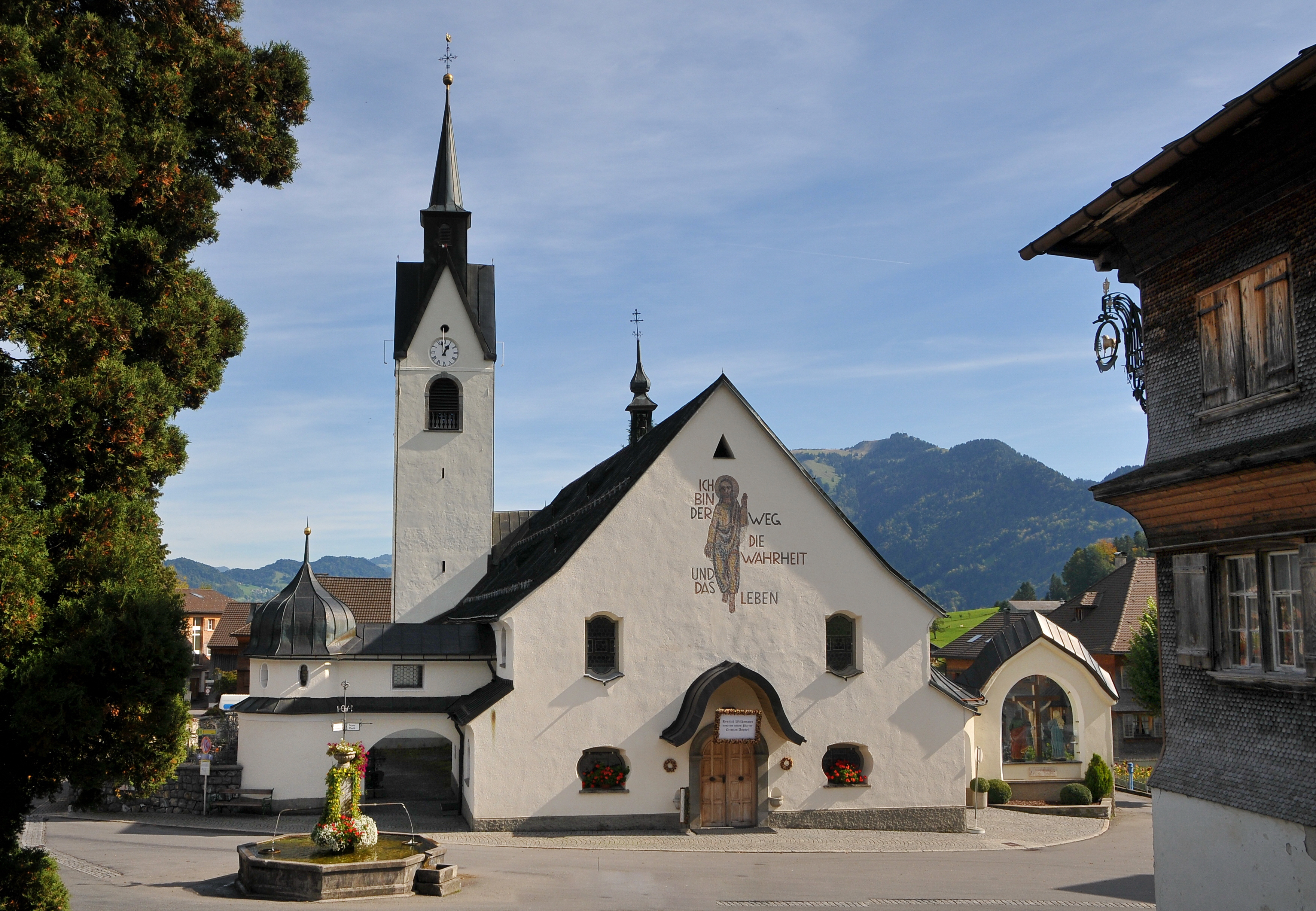
Kath. Pfarrkirche Hl. Dreifaltigkeit in Schwarzenberg

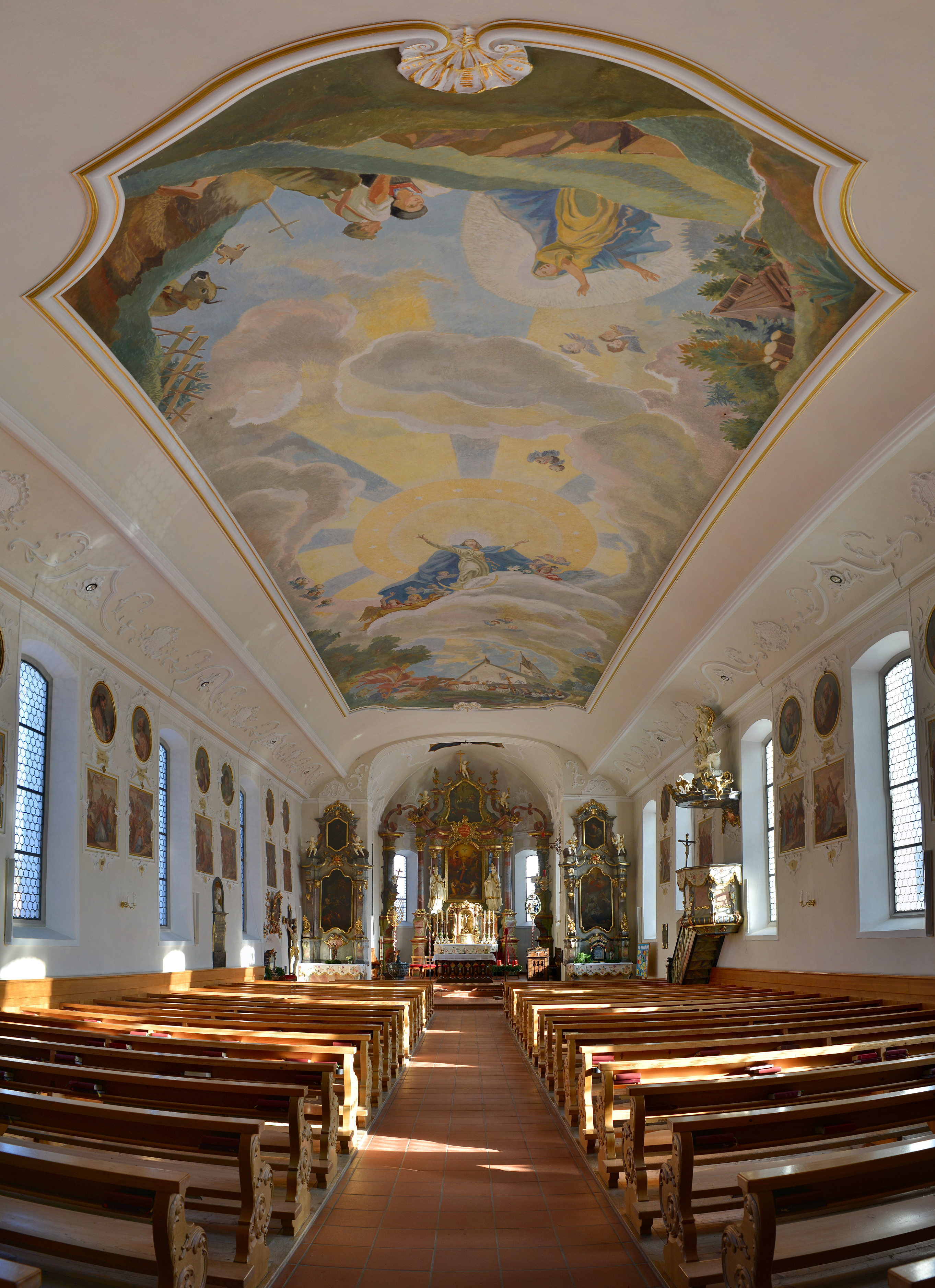
Innenansicht

Die römisch-katholische Pfarrkirche Schwarzenberg steht in der Bregenzerwälder Gemeinde Schwarzenberg im Bezirk Bregenz in Vorarlberg. Sie ist der Heiligsten Dreifaltigkeit geweiht und gehört zum Dekanat Hinterwald in der Diözese Feldkirch. Das Bauwerk steht unter Denkmalschutz (Listeneintrag).

## Lagebeschreibung
Die Kirche steht in der Dorfmitte am Dorfplatz und ist von einer Friedhofsmauer umgeben.

## Geschichte
Schwarzenberg gehörte urkundlich ab 1272 zum Kloster St. Gallen. Seit 1464 gehört es zum Kloster Mehrerau. Die erste Kirche wurde über dem Grab der seligen Ilga errichtet. Nachdem die Kirche im Jahr 1755 abgebrannt war, wurde sie bis 1757 neu errichtet. Der Kirchenneubau wurde 1760 geweiht. Im Jahr 1920 wurde sie nach Plänen von Fritz Fuchsenberger vergrößert und Richtung Westen um das sogenannte „Weibertürmle“ und das Kriegerdenkmal verlängert. 1974 erfolgte eine Außen- und in den Jahren 1978 bis 1982 eine Innenrestaurierung.

## Architektur
Kirchenäußeres
Die Kirche ist ein mächtiger, langgestreckter Barockbau mit leicht geknicktem Satteldach. Der Chor ist etwas niedriger als das Langschiff und eingezogen. An den Chor schließt an der Nordseite der Kirchturm an.
Das Langhaus ist auf der Nordseite durch vier, auf der Südseite durch fünf Flachbogenfenster gegliedert. Über dem Chor ist ein niedriges Satteldach. Der Chor selbst hat an der Südseite zwei, und an den Schrägseiten jeweils ein Flachbogenfenster. An der Fuge der 1920 erfolgten Langhauserweiterung ist ein Glockendachreiter mit Totenglocke. Der Nordturm schließt mit einem Spitzgiebelabschluss ab. Darüber sind ein viereckiger Aufsatz und ein Kegeldach. An der Nordseite des Chores schließt neben dem Turm auch ein zweigeschoßiger Sakristeianbau mit Pultdach an. Dieser wurde 1981 errichtet. An der Giebelfassade Richtung Dorfplatz ist ein Mosaik des „Auferstandenen“. Sie wurde 1958 von Martin Häusle geschaffen. An der Südwand des Langhauses ist eine Sonnenuhr mit den Jahreszahlen 1888-1921-1974. Das „Weibertürmle“ wurde im Verbund mit der Nordfassade gebaut. Es bietet einen Rundbogendurchlass, als Zutrittsmöglichkeit zum Friedhof. Bei dem 1920 errichteten Turm handelt es sich um ein Treppentürmchen über einem sechseckigen Grundriss. Im Obergeschoß ist ein achteckiger Aufsatz mit geschwungener Kuppel. Im Inneren bildet sie eine holzverkleidete Flachkuppel und bildet einen Gang zur Empore. Im Süden der Fassade ist eine Rundbogenöffnung mit Stichkappengewölbe als Eingang zum Friedhof mit angeschlossenem Kriegerdenkmal. Das Kruzifix stammt von Gustav Bachmann. Die Figuren der heiligen Maria und des heiligen Johannes stammen ebenfalls von ihm.
Kircheninneres
Das Langhaus der Kirche ist saalartig. Darüber ist eine Flachdecke über einer breiten Hohlkehle. Über der Empore ist ein Holzfeldertonnengewölbe. Die Wände sind durch Flachbogenfenster, Kreuzwegstationen und Apostelbilder gegliedert. Der hohe Triumphbogen ist eingezogen und flachgedrückt. Der tonnengewölbte Chor ist eingezogen und endet im 3/8. Unter dem Gewölbe ist ein umlaufendes Gesims. Die Empore ist dreiachsig mit flachgedrückten Bogenstellungen. Darunter ist eine flache Holzfelderdecke, die auf vier reich geschnitzten Stützen von Gustav Bachmann ruht. Die Langhauswände unter der Empore werden durch drei Blendakarden erweitert. Der Stuck stammt aus dem Jahr 1756. Über den Fenstern sind Lambrequin und Giebelzierate. Weiteren Stuck findet man als Umrahmung der Kreuzwegstationen, in Form der Monogramme Jesu und Mariens am Triumphbogen. Die Fresken im Chorgewölbe zeigen die „Anbetung der Hirten“. Sie stammen von Waldemar Kolmsperger. Im Fresko über dem Langhaus ist die „Himmelfahrt Mariens mit Dorfprozession“ zu sehen. Sie wurde 1955 von Leopold Fetz als Kopie des Originalbildes von Kolmsperger gemalt. Die 13 Apostelbilder in einem Stuckrahmen malte die Schwarzenberger Malerin Angelika Kauffmann nach den Vorlagen von Giovanni Battista Piazzetta im Jahr 1757. Es sind die einzigen Wandmalereien dieser Künstlerin. Die Fresken im Langhauszubau sind in Rechteckfeldern und Medaillons. Sie zeigen die „Kreuzerhöhung“ und den heiligen Johannes der Täufer sowie die „Kreuzauffindung“ und den heiligen Stephanus. Auf der linken Seite sind die „Auferstehung“ und der heilige Lukas dargestellt, auf der rechten Seite „Christi Himmelfahrt“ und der heilige Markus. Sie wurden 1929 von Waldemar Kolmsperger gemalt. Die Kreuzwegbilder stammen aus der Hand von Joseph Johann Kauffmann, dem Vater Angelika Kauffmanns. Er malte die Kreuzwegstationen im Jahr 1757.

## Ausstattung

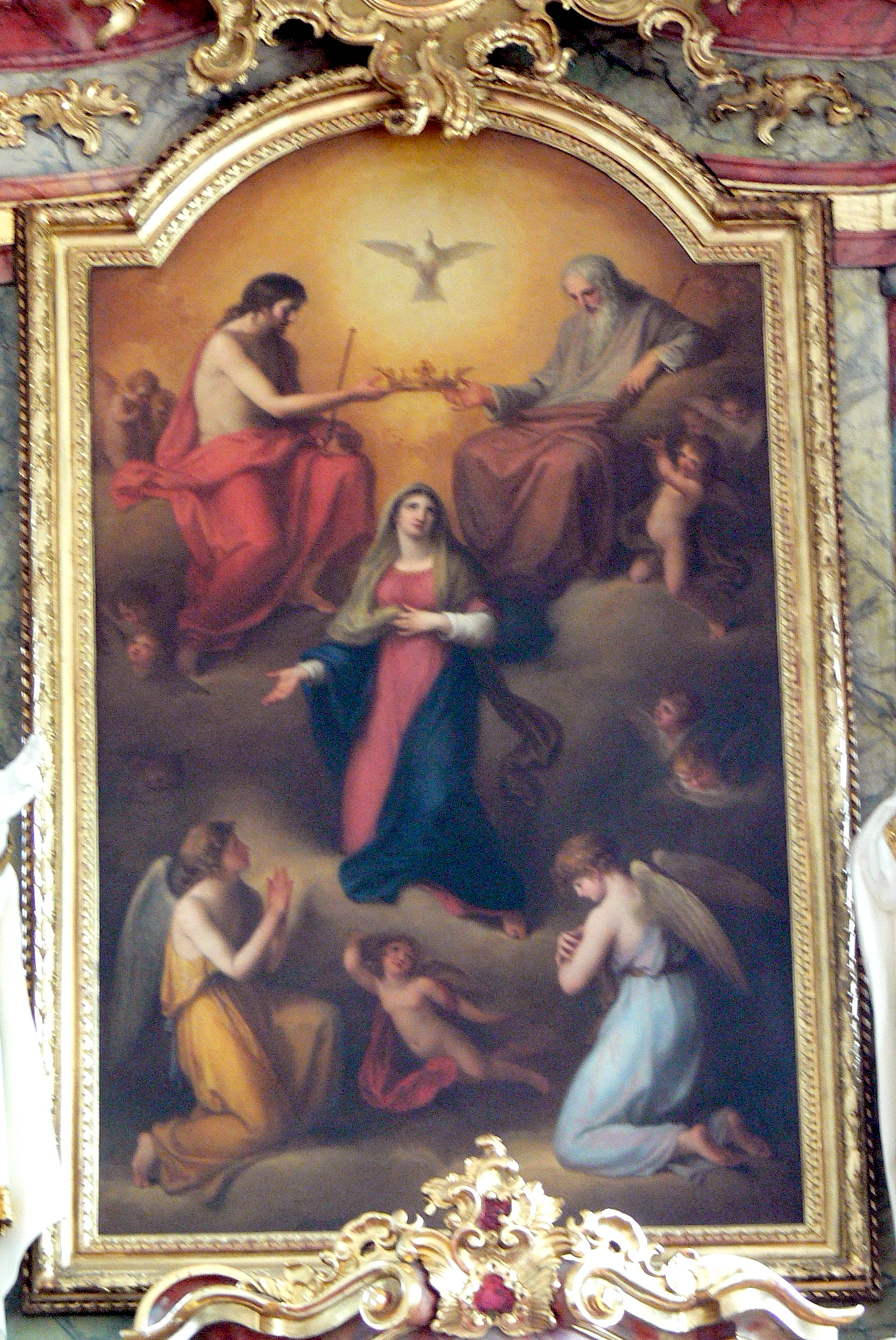
Hochaltarbild von Angelika Kauffmann (1801)

Der Hochaltar ist ein Viersäulenaufbau über einem geschwungenen Grundriss. Er wurde 1763 vom Tischlermeister Jakob Schilling geschaffen. Auf dem Altar flankieren weiß gefasste Figuren das Altarbild, auf der linken Seite steht der heilige Augustinus, auf der rechten der heilige Ambrosius. Sie wurden von Leopold Feuerstein geschaffen. Das Altarbild stellt die „Krönung Mariens“ dar. Das Bild wurde in den Jahren 1799 bis 1801 von Angelika Kauffmann in Rom gemalt und 1802 eingefügt. Die Putten  mit den Symbolen der Göttlichen Tugenden auf den Altaraufsätzen stammen von Leopold Feuerstein. Das Oberbild im Volutenauszug zeigt die heilige Katharina und die heilige Margaretha. Es wurde 1763 von Bernhard Müller gemalt. Der Tabernakel stammt von Greber, Berchtold und Schneider und wurde nach Plänen von Bildhauer M. Wötzer zwischen 1840 und 1844 geschaffen. Das Standkreuz in der Rundbogennische stammt vom Ende des 18. Jahrhunderts. In den Seitennischen sind Reliquien eingefasst.
Seitlich des Hochaltars sind zwei neuere Architekturaufbauten mit Putten, die bei der Restaurierung in den Jahren 1978 bis 1982 hinzugefügt wurden. Der Volksaltar wurde 1979 aus Teilen der Kommunionbank geschaffen.
Der linke Seitenaltar besteht aus einem Volutenbandrahmen und Gebälk. Das Altarbild zeigt den „Tod des heiligen Josef“. Es wurde von Joseph Kauffmann im 18. Jahrhundert gemalt. Im Oberbild ist der heilige Franziskus dargestellt. Es wurde Ende des 18. Jahrhunderts gemalt.
Der rechte Seitenaltar ist der gleiche Aufbau wie der linke Seitenaltar. Das Altarbild stellt den „Tod des heiligen Franz Xaver“ dar. Es wurde von Joseph Kauffmann gemalt. Das Oberbild zeigt die heilige Maria Magdalena.
Die Kanzel hat einen achteckigen Kanzelkorb mit Rocaillekartuschen und Putten mit Kruzifix. Am Schalldeckel sind die Figur eines heiligen Schutzengels und die Symbole der Evangelisten. Die Kanzel wurde vermutlich in den Jahren 1763 und 1764 von Leopold Feuerstein geschaffen.
Links vom linken Seitenaltar hängt ein Kruzifix von Leopold Feuerstein aus dem Jahr 1763. Die Vortragestangen mit einer „Rosenkranzmadonna“ aus dem Jahr 1680 und einer Schnitzgruppe „Heiliger Wandel“ mit Schild von Schwarzenberg und Zunftschilde, die als „Zunftschilde der löblichen Handwerke: Zimerleut, Maurer, Steinmetz und Schreiner Neu errichtet 1673 renoviert 1766, 1823, 1887, 1930“ bezeichnet werden. An der 1982 neu gestalteten Emporenbrüstung sind barocke Figuren der Heiligen Dominikus und Rosa von Lima aufgestellt. Sie waren ursprünglich in der Ilga-Kapelle aufgestellt. Der Taufstein stammt aus dem Jahr 1761.
An der rechten Langhauswand ist eine Gedenktafel an Pfarrer Johann Ferdinand Saur (1738–1817). An der linken Langhauswand ist eine Gedenkstätte für die Malerin Angelika Kauffmann. Die Büste aus Marmor stammt von C. Heweston und Peter Kaufmann aus dem Jahr 1809. Vor dem linken Seitenaltar ist eine Nische mit Reliquienschrein der seligen Ilga. Rund um die Nische ist ein puttenbesetzter Strahlenkranz von Josef Anton Moosbrugger. Über dem Schrein hängt das Bild „Maria vom Guten Rat“. Dieses stammt vom 1858 abgebrochenen „Kreuzaltar“.

## Orgel
Die Orgel stammt von den Gebrüder Mayer aus dem Jahr 1869. Das neuromanische Gehäuse wurde von Josef Schennach geschaffen.

## Glocke
Die Glocke wurde 1726 von Peter Ernst gegossen.